# آن هاريس (مغنية)
آن هاريس (بالإنجليزية: Anne Harris)‏ هي مغنية وعازفة كمان أمريكية، ولدت في 26 يوليو 1970 في يلو سبرينغز في الولايات المتحدة.

## وصلات خارجية
- الموقع الرسمي